# Paul Wiehr

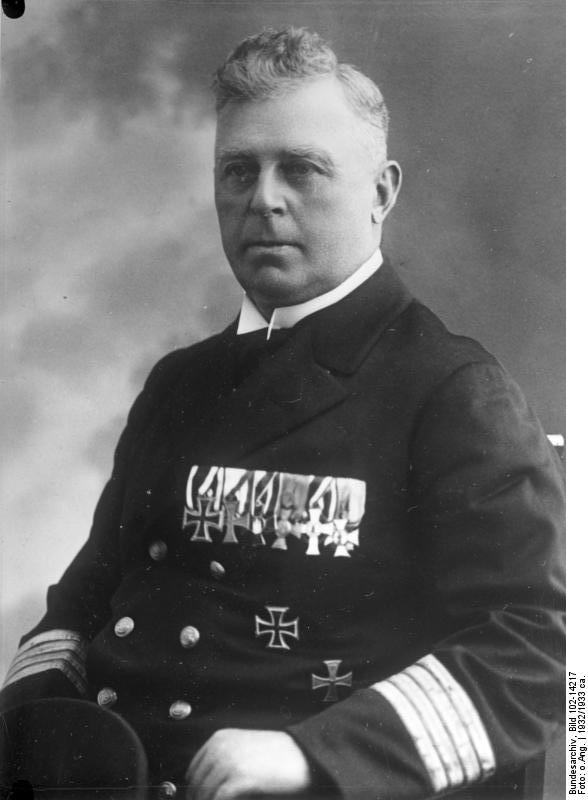
Kommodore Paul Wiehr, 1932

Paul Wiehr (* 7. Mai 1868; † 1942) war ein deutscher Korvettenkapitän der Reichsmarine und Kapitän der Hamburg-Amerika Linie. Später wurde er Kommodore der Hamburg-Amerika Linie.

## Leben
Paul Wiehr trat am 1. April 1892 in die Kaiserliche Marine ein und durchlief die Laufbahn als Reserveoffizier. Am 11. November 1895 wurde er Unterleutnant zur See der Reserve und war 1897 im Landwehrbezirk Hamburg im Armeekorpsbezirk IX. Am 10. Juni 1905 wurde er Kapitänleutnant der Seewehr. 1909 erhielt er als Kapitän des Schiffes und Reserveoffizier das Recht zur Führung der Handelsflagge mit dem Eisernen Kreuz auf der König Wilhelm II. Auch Anfang 1913 war er Kapitän des Schiffes.
Später war er bis November 1914 Navigationsoffizier auf der Hertha und kam dann bis Januar 1915 zur Verfügung in den Admiralstab der Marine. Bis März 1915 war er erneut als Navigationsoffizier eingesetzt, nun auf der Fürst Bismarck. Für zwei Monate kam er zur I. Marine-Division, um anschließend für einen Monat als Abteilungskommandeur in der I. Torpedo-Division zu dienen. Von Juni 1915 bis Oktober 1915 war er Erster Offizier auf der Kaiser Friedrich III, welche unter reduzierter Besatzung fuhr. Ab August 1915 war er mit der Wahrnehmung der Geschäfte des Schiffskommandanten beauftragt. Bis März 1916 war er Chef der neu eingerichteten Vorpostenhalbflottille Kiel und anschließend bis Kriegsende Chef der Minenräumhalbflottille Reval bei der II. Suchflottille.
Bis Mitte Februar 1918 war er u. a. mit dem Eisernen Kreuz I. Klasse, dem Hamburger Hanseatenkreuz (13. Oktober 1916), dem Großherzoglich Mecklenburgischen Militärverdienstkreuz 2. Klasse (17. Januar 1917), dem Ritterkreuz 1. Klasse des Königlich Sächsischen Albrechts-Ordens (29. Dezember 1908) und dem Ritterkreuz I. Klasse des Königlich Württembergischen Friedrichs-Ordens (19. Juli 1912) ausgezeichnet worden. Am 3. Juni 1918 erhielt er das Großherzoglich Mecklenburgischen Militärverdienstkreuz 1. Klasse.
Nach dem Krieg wurde er in die Reichsmarine übernommen und am 21. Januar 1920 aus der Marine verabschiedet. Am 7. April 1920 wurde er mit dem Charakter als Korvettenkapitän der Seewehr ausgezeichnet.
Nach seinem Ausscheiden aus der Reichsmarine war er wieder bei der Hamburg-Amerika-Linie aktiv, wo er bereits ab Mai 1895 im Dienste stand, war 1923 Kapitän auf der neu in Dienst gestellten Thuringia, mit welcher er am 22. Januar des gleichen Jahres die erste Reise nach New York antrat, und wurde 1926 als Nachfolger des verstorbenen Kommodore Thomas Kier Kommandant der Albert Ballin. Als rangältester Kommandant wurde er Anfang 1933 Kommodore der Hamburg-Amerika-Linie. Der Dienstgrad war nach dem Tod von Thomas Kier 1926 nicht mehr vergeben worden. Ende 1933 gab er das Kommando ab und ging in den Ruhestand.
Am 26. Juli 1937 wurde ihm das Verdienstkreuz des Ehrenzeichens des DRKs verliehen.
Bei der Sonderausstellung zu 175 Jahren Hapag-Lloyd im Internationalen Maritimen Museum Hamburg im Mai 2022 wurden Zeichnungen von Paul Simmel aus dem Gästebuch der Albert Ballin gezeigt, welche den „Papa Wiehr“ darstellten, gewidmet mit Mag´s Barometer steigen oder sterzen – Hab´ Sonne im Herzen! Das „Wüste-Kind“. Das Gästebuch der Albert Ballin von 1927 bis 1932 entstammte aus dem Nachlass Wiehrs.
Paul Wiehr wird u. a. in den Romanen Der große Fluss im Meer (1954), Aber die Liebe (1969) und Das Tanzrad oder Die Lust und Mühe eines Daseins (1979) von Hans Leip erwähnt. 
Am 20. November 1896 hatte er in Kiel Agnes von Klitzing (* 1875) geheiratet.